# Hậu hiện đại
Hậu hiện đại, hay còn gọi là điều kiện hậu hiện đại, (tiếng Anh: postmodernity, tiếng Pháp: post-modernité), là thuật ngữ do các nhà triết học, xã hội học, phê bình nghệ thuật và xã hội sử dụng để nói về các khía cạnh của điều kiện nghệ thuật, văn hóa, kinh tế và xã hội hiện đại, hình thành nên đời sống con người cuối thế kỷ 20 đầu thế kỷ 21 với những đặc trưng cơ bản. Những đặc trưng này bao gồm sự toàn cầu hóa, chủ nghĩa tiêu thụ, sự phân tán quyền lực, việc phổ biến kiến thức ngày càng trở nên dễ dàng hơn (xem Hiện đại).